# Veddekbäckens naturreservat
Veddekbäckens naturreservat är ett naturreservat i Arjeplogs kommun i Norrbottens län.
Området är naturskyddat sedan 2023 och är 563 hektar stort. Reservatet ligger väster om Arjeplog  och består av bäcken, granskog och myrar.